# 最後の命令
『最後の命令』（さいごのめいれい、原題：The Last Command）は、ジョセフ・フォン・スタンバーグ監督による1928年のサイレント映画である。主演はエミール・ヤニングスであり、本作及び『肉体の道』の演技により最初のアカデミー男優賞受賞者となった。また2006年にアメリカ国立フィルム登録簿に登録された。

## キャスト
- エミール・ヤニングス
- イヴリン・ブレント
- ウィリアム・パウエル
- ニコラス・スーサニン
- マイケル・ヴィサロフ
- ジャック・レイモンド
- フリッツ・フェルド

## 受賞歴
| 賞           | 部門   | 候補者               | 結果       |
| ------------ | ------ | -------------------- | ---------- |
| アカデミー賞 | 男優賞 | エミール・ヤニングス | 受賞       |
| アカデミー賞 | 原案賞 | ラホス・ビロ         | ノミネート |

## ホームメディア
2010年、The Criterion Collectionより、スタンバーグ監督の『最後の命令』、『暗黒街』、『紐育の波止場』の3作のDVDセットが発売された。